# Wettiner Hof (Bad Elster)

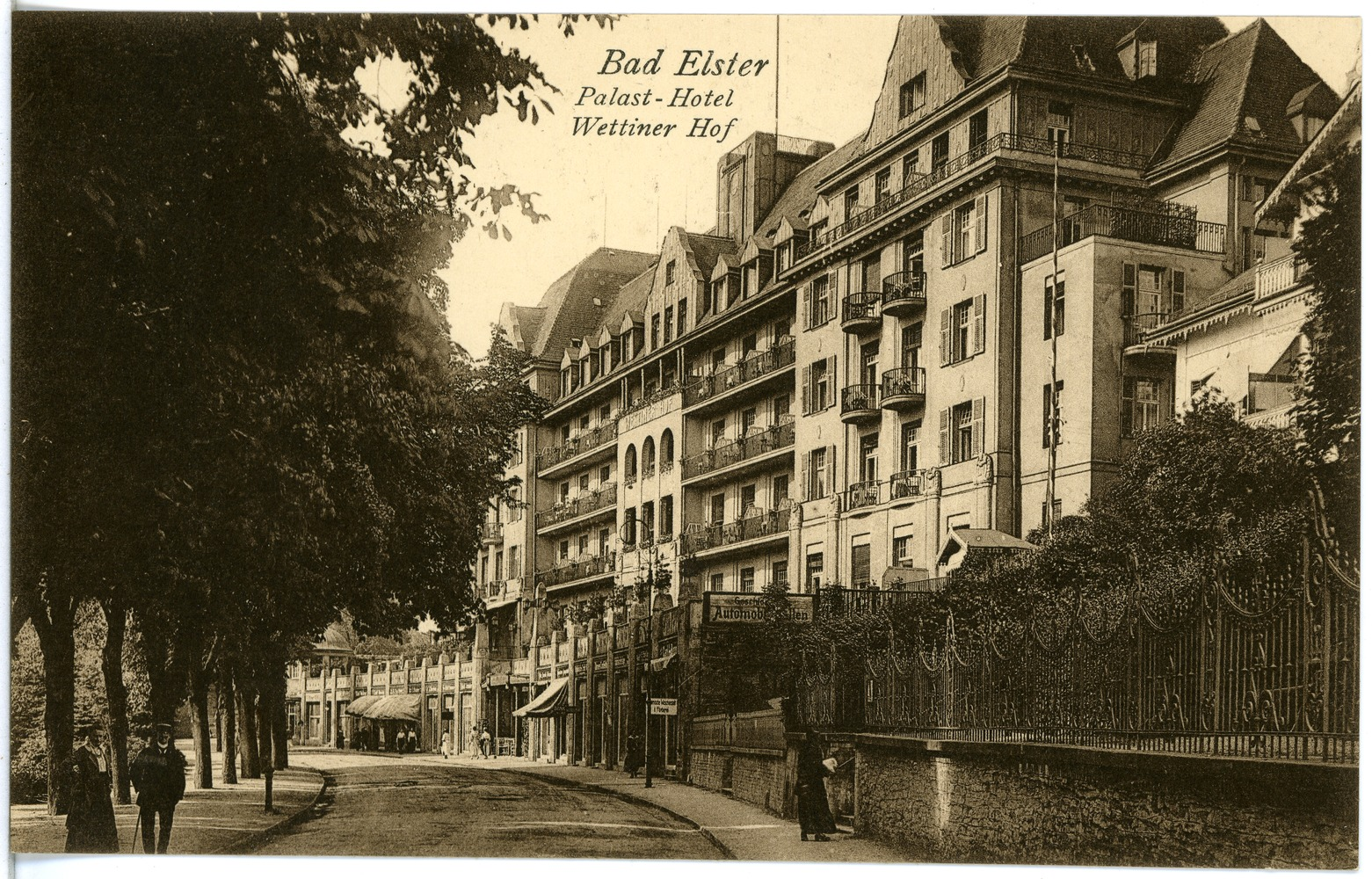
Palasthotel Wettiner Hof (1917)

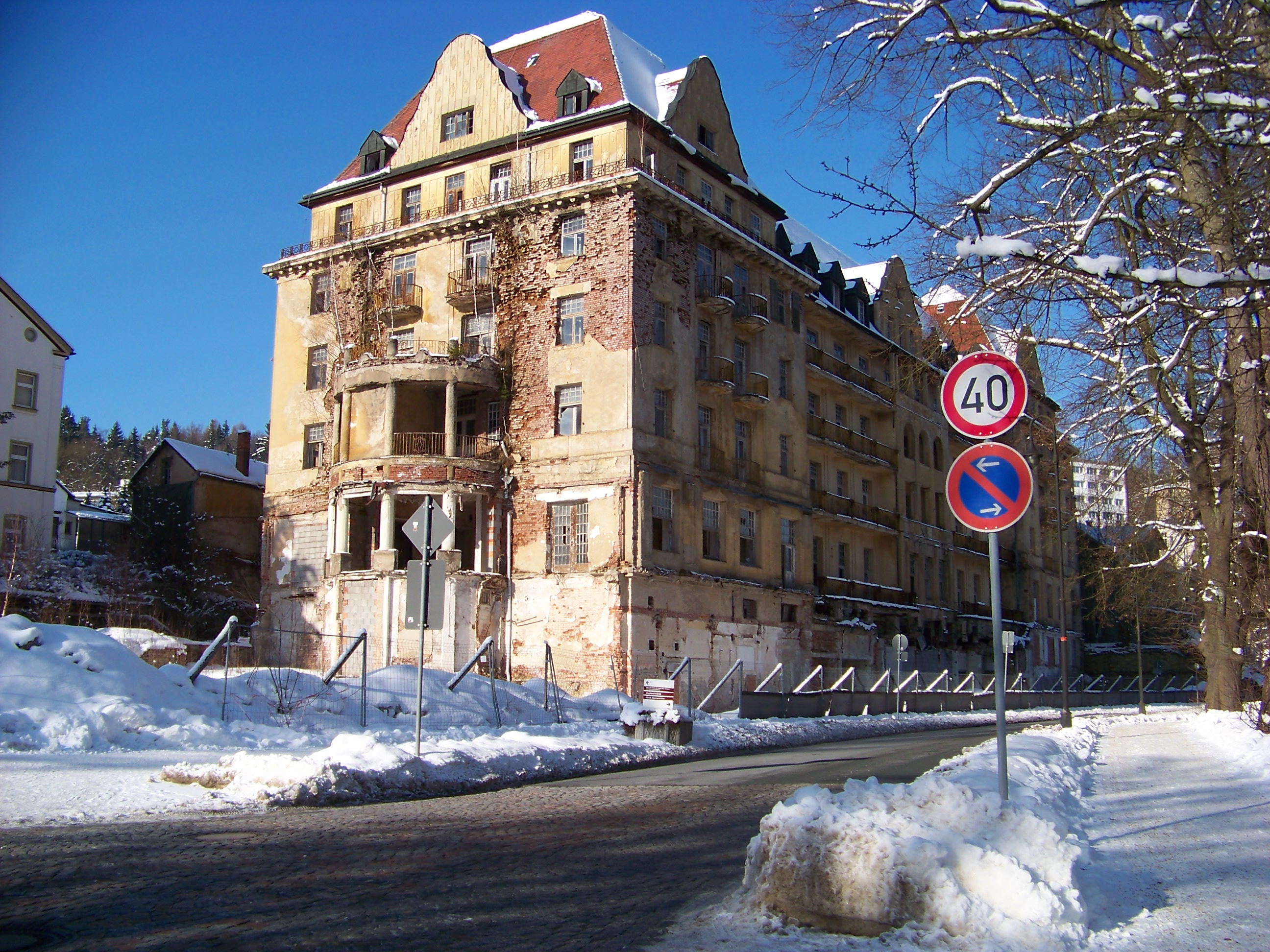
Ruine des Wettiner Hofs (2011)

Der Wettiner Hof war ein ehemaliges Grandhotel in Bad Elster, Bahnhofstraße 1 / Prof.-Paul-Köhler-Straße. Das 1909 fertiggestellte Haus wurde nach 1945 als Sanatorium genutzt. Nach seiner Stilllegung in den 1980er Jahren verfiel es ungenutzt zur Ruine, die mangels konkreter Perspektiven für eine Sanierung und Neunutzung 2011 abgebrochen wurde.

## Geschichte
Der große Hotelbau mit rund 150 Zimmern, einer geräumigen Terrasse zur Straßenecke hin und einer Ladenzeile im Erdgeschoss an der Bahnhofstraße wurde von 1907 bis 1909 nach Entwurf der Chemnitzer Architekten Alfred Zapp und Erich Basarke erbaut. Konstruktiv handelte es sich um einen Massivbau in Mauerwerk und Stahlbeton. Als Betriebsgesellschaft für den „Wettiner Hof“ wurde Ende 1910 die Hotel-AG Bad Elster gegründet, die in den ersten beiden Jahren ihres Bestehens auch das Hotel de Saxe betrieb.
Das Palast-Hotel „Wettiner Hof“ war das „erste Haus am Platz“, wobei sich der Qualitätsanspruch nicht nur in der Klassifikation als Palast-Hotel zeigte, sondern auch in der Benennung nach dem hochadeligen Haus Wettin, der alten sächsischen Fürstendynastie. So sollen im „Wettiner Hof“ in den ersten Jahren seines Bestehens z. B. auch Angehörige der russischen Zarenfamilie (Haus Romanow) abgestiegen sein. Ein wirtschaftlicher Erfolg blieb jedoch anscheinend aus, das ursprüngliche Aktienkapital von 550.000 Mark wurde bis 1914 auf 244.900 Mark herabgesetzt. Auch nach Überwindung der Inflation besserte sich die Ertragslage kaum; für das Geschäftsjahr 1929 – also noch vor Ausbruch der Weltwirtschaftskrise – wurde den Aktionären im Januar 1930 ein Verlust der Hälfte des Aktienkapitals mitgeteilt. Trotzdem existierte die Betriebsgesellschaft formell weiter, bis sie 1942 „von Amts wegen“ gelöscht wurde.
Nach dem Zweiten Weltkrieg wurde das Haus zum Sanatorium „Karl Marx“, das in den 1980er Jahren geschlossen wurde. Noch in den letzten Jahren der DDR wurde das Dach neu gedeckt. 2006 erwarb die Stadt Bad Elster das Gebäude, um selbst einen geeigneten Investor zu finden. Nachdem dieses nicht gelungen war, beschloss der Stadtrat im Januar 2010 auf Antrag der FDP, das Haus abzubrechen, „wenn bis zum 31. Dezember 2010 kein tragfähiges Konzept zur Revitalisierung der Ruine als Vier-Sterne-Hotel gefunden“ wird. Danach wurde das Hotel bis Ende Juni 2011 für 625.000 € abgebrochen. Der Abbruch wurde zu 75 % aus Landesmitteln gefördert und fand überregional starke Kritik, wobei u. a. darauf hingewiesen wurde, dass man mit weniger Geld auch hätte Sicherungsmaßnahmen durchführen lassen können.